# Denis Diderot
 Der er for få eller ingen kildehenvisninger i denne artikel, hvilket er et problem. Du kan hjælpe ved at angive troværdige kilder til de påstande, som fremføres i artiklen.

Denis Diderot (født 5. oktober 1713, død 31. juli 1784) var en fransk filosof, forfatter og redaktør af den første moderne encyklopædi. Født i Langres i Champagne og en af oplysningstidens fremtrædende personer.
I 1746 udgav han sine Filosofiske tanker, som blev brændt af Parlamentet i Paris. Første bind af hans Encyclopédie, som han udgav i samarbejde med Jean le Rond d'Alembert indeholdt mange liberale og progressive ideer; den udkom i 1751, og et år senere blev den kortvarigt forbudt, men i 1753 kunne udgivelsen fortsætte. Ved afslutningen i 1772 bestod den af 17 bind tekst og 11 bind med billeder og tegninger.
Mange fremtrædende mænd bidrog til encyklopædien, for eksempel Georges Louis Buffon, baron de Montesquieu, Jean-Jacques Rousseau og Voltaire.
Filosofisk havde Diderot en deterministisk og materialistisk opfattelse af verden. Han opfattede ikke den menneskelige fri vilje som et absolut, men forestillede sig at bevidstheden var et udslag af en lovmæssighed i naturen. Bevidstheden er Ifølge Diderot et potentiale som alt i materien besidder på det atomare plan og som ind imellem giver sig udslag i mennesket. Den enhed som bevidstheden udgør var dog ikke mulig for Diderot at anskue på det mikroskopiske plan, og han forestillede sig derfor en højere lovmæssighed der var dikteret af nødvendigheden. I de tre dialoger Samtale mellem Diderot og d'Alembert, D'Alemberts drøm og Fortsættelsen af den forrige samtale kendt som Le Rêve de d'Alembert brydes Diderot med det moralske dilemma som en determinist står overfor. Desuden fremlægges i dialogerne Diderots vision af verden og dens opståen, af det menneskelige samfund og menneskets seksualitet og moral. Dialogerne springer elegant fra det mindste til det største, millioner af år frem og tilbage i tiden – alt sammen holdt i en klar og humoristisk stil. I romanen Fatalisten Jacques og hans herre fremlægger Diderot et mere ironisk syn på deterministen og lader hovedpersonen Jacques blive hanrej, hvilket han – som den determinist han er – bøjer sig for som en nødvendighed.
Som kunstkritiker skrev Diderot en række skrifter kendt som salonerne og regnes for at være en af pionererne inden for denne genre.
Diderot skrev også romaner – og med mindre succes skuespil. Mest kendt er hans roman Fatalisten Jacques og hans herre ("Jacques le fataliste et son maître", skrevet 1765-1780 og udgivet posthumt i Frankrig i 1796).

## Diderot på dansk
- D'Alemberts drøm, Informations Forlag, 2009. ISBN 978-87-7514-248-4.
- Salonerne 1759-1781 : den moderne kunstkritiks fødsel (Kunstkritisk udvalg ved Kasper Nefer Olsen), Edition Bløndal, 1997. ISBN 87-88978-69-9.
- Rameaus nevø (Otto Pedersen overs.), Basilisk, 1987. ISBN 87-88608-24-7.
- Fatalisten Jacques og hans herre (Leif Nedergaard overs.), Thaning & Appel, 1964.
- Hvad mener I derom? ; En faders samtale med sine børn eller Om faren ved at sætte sig udover lovene  (Leif Nedergaard overs.) i: Udvalgte skrifter af Voltaire, Rousseau, Diderot : et kommenteret udvalg af de franske oplysningsskribenter, Hagerup, 1956.
- Diderots udødelige tanker (udvalgt af Edouard Herriot, oversat af Leif Nedergaard), Martin, 1951.
- Om kvinderne og andre prosastykker, (udvalgt og oversat af Leif Nedergaard), Hasselbalch, 1950.
- Dialog om Skuespilkunsten (Per Lange overs.), Gyldendal, 1949.
- Hvad er Sædelighed? (J.J. Ipsen overs.), 1890.
- Herren af Diderots theatralske Verker, tilligemed en Samtale over den dramatiske Digtekunst, (Knud Lyne Rahbek overs.), 2 bind, 1779.